# Ägretthäger
Ägretthäger (Ardea alba) är en fågel som tillhör familjen hägrar (Ardeidae).

## Utbredning och systematik
Ägretthägern häckar främst i de tropiska och varmare tempererade områdena över stora delar av världen, men häckar även lokalt i södra Europa och Asien. Populationerna på norra halvklotet är flyttfåglar och övervintrar längre söderut, medan häckpopulationerna i varmare områden är stannfåglar.
Man delar ofta upp ägretthägern i fyra väl separerade underarter:
- vanlig ägretthäger[3] Ardea alba alba – nominatformen förekommer i Europa och österut till södra Sibirien, Xinjiang och nordvästra Heilongjiang, och i Iran.
- Ardea alba melanorhynchos – förekommer i Afrika söder om Sahara och på Madagaskar.
- Ardea alba egretta – förekommer i Nord- Central- och Sydamerika. Dess nordliga gräns går i södra Kanada
- Ardea alba modesta – förekommer i sydöstra Asien, från Kina, sydöstra Heilongjiang och Japan söderut till Indien och Australien.

Amerikansk ägretthäger egretta skiljer sig i både beteende och näbbfärg vid häckningstid vilket indikerar att den består av en specifik utvecklingslinje och vissa behandlar den också som god art. Möjligen skulle den fyra taxonen bättre beskrivas som fyra arter istället för underarter.

### Förekomst i Sverige
Ägretthägern är en sällsynt, men regelbunden gäst i Sverige och har observerats i alla landskap under årets alla månader. 2012 säkerställdes den första lyckade häckningen av arten i Sverige vilket skedde vid Storsund på östra Gotland. Paret lyckades föda upp minst tre ungar. Obekräftade uppgifter indikerar att en häckning skedde på samma plats några år tidigare. Sedan dess har den snabbt etablerat sig som häckfågel i två kolonier, en på norra Gotland och en söder om Kalmar. 2021 upptäcktes en häckande koloni i Tåkern, såvitt känt den första häckningen i Sveriges inland.

### Förekomst i Finland
I Finland säkerställdes den första lyckade häckningen av ägretthäger i Borgå 2018. Ett ägrettpar häckade bland en gråhägerkoloni och födde upp fyra ungar.

### Släktestillhörighet
Ägretthägerns släktskap med andra hägrar är under diskussion. Ibland placeras den fortfarande i släktet Egretta medan andra placerar den i det egna släktet  Casmerodius (Gloger, 1842). En majoritet av taxonomiska auktoriteter anser att dess många likheter med de större arterna, och de fåtal likheter den har med de mindre vita hägrarna, däribland färgen, indikerar att den bör placeras i släktet Ardea. Data från DNA-DNA hybridisering indikerar även att ägretthäger, tillsammans med  mellanhäger och kohäger är genetiskt mer närstående släktet Ardea än släktet Egretta..

## Utseende, fältkännetecken och läte

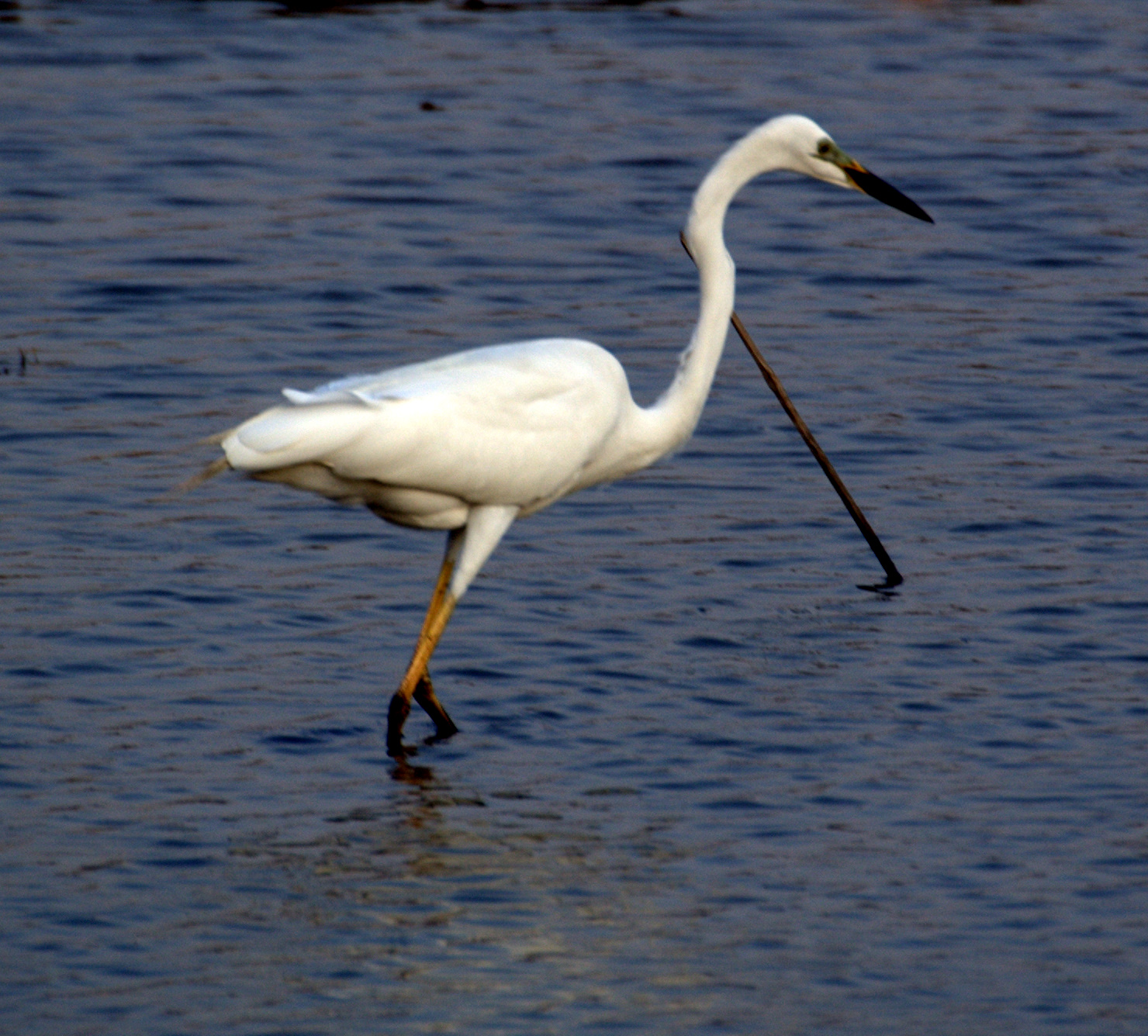
Ägretthäger (förmodligen A. a. alba) i häckningsdräkt. Notera de mörka ögat och näbben, orangegul tibia och mörka tarser.

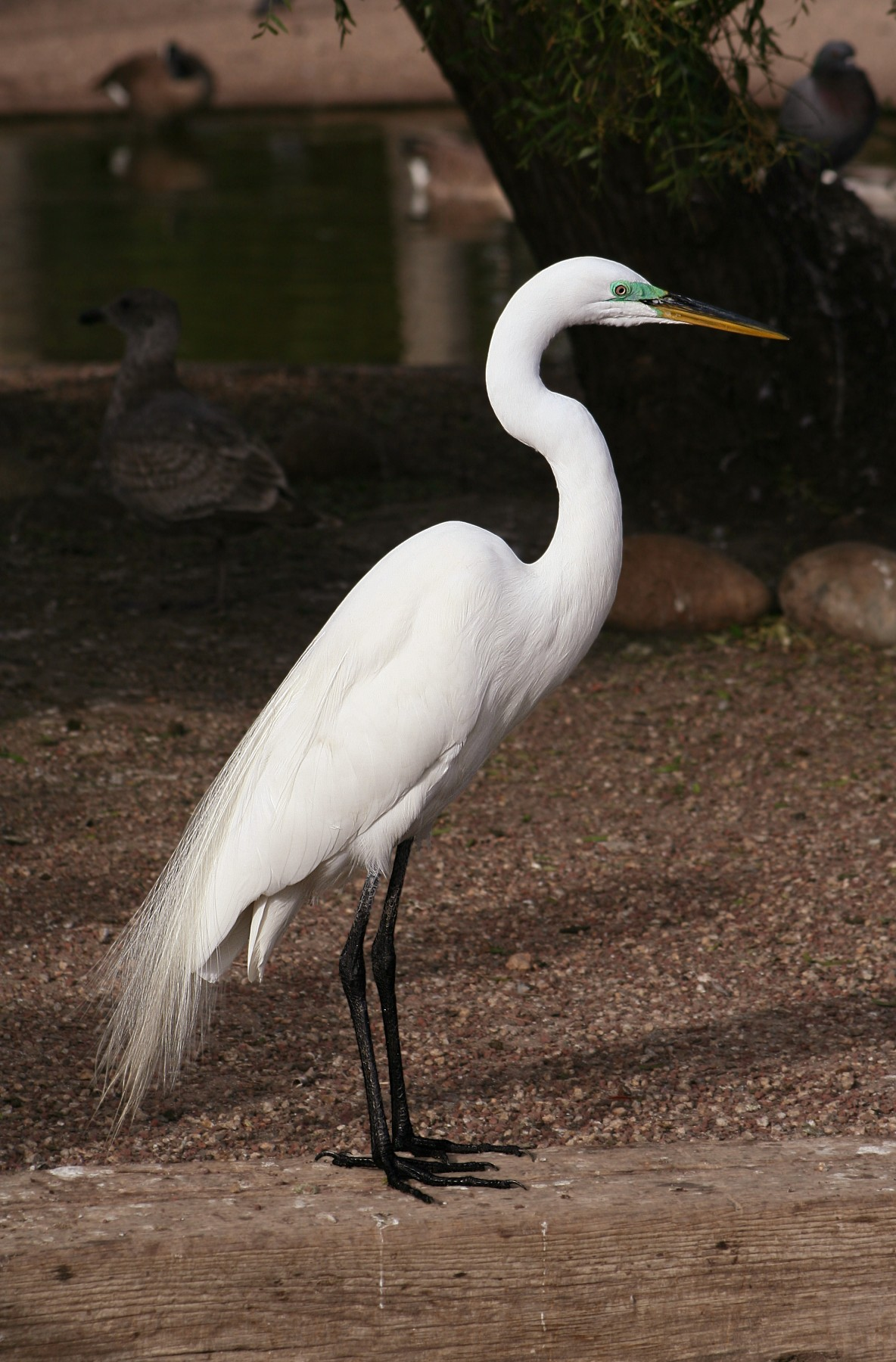
Amerikansk ägretthäger (A. a. egretta) i häckningsdräkt. Notera att bara den övre näbbhalvan är mörk, benen är svarta och att det nakna hudpartiet vid näbbroten är pistaschgrönt.

Ägretthägern är en stor fågel, jämnlång med gråhägern (Ardea cinerea) med sina 85–100 cm, men smalare, mer långhalsad och med ett något mindre vingspann, 143–169 cm och en vikt på 950 gram. Den flyger långsamt med tillbakadragen hals, liksom hägrar i allmänhet. Dess fjäderdräkt är helt vit. Hos icke-häckande fåglar är färgen på näbben gul, ibland med mörk näbbspets, det fjäderlösa hudpartiet vid näbbroten och runt ögat är olivgult och benen är svarta med bara en gulaktig ton högst upp på tibia. Iris är gul. 
I häckningsdräkt ändras färgen på näbb, ben, och det fjäderlösa hudpartiet vid näbbroten och den får också förlängda bröst- och ryggfjädrar som kallas ägretter. Häckningsdräkten skiljer sig mellan de olika underarterna:
- Hos nominatformen A. a. alba och den afrikanska A a. melanorhynchos blir tibia först gulare och sedan rödare. Näbben mörknar och får en varmt brunsvart ton. Dock brukar en viss gul ton finnas kvar vid näbbroten. Det nakna hudpartiet vid näbbroten blir grönare.
- Hos den östliga A. a. modesta mörknar näbben och får en kall gråsvart ton, benen blir röda, och hudpartiet vid näbbroten ljust koboltblå[10]
- Näbben hos den amerikanske ägretthägern A. a. egretta blir svart på övre näbbhalvan medan den behåller sin gula färg på nedre näbbhalvan. Tibia förblir svartaktiga, det nakna hudpartiet vid näbbroten blir pistaschgrönt och iris blir röd.[11]

Juvenilen är mycket lika adulta icke-häckande individer.
Locklätet är ett högljutt kraxande "krrrk".

## Ekologi
Ägretthägern söker föda i grunt vatten eller torrare områden och tar fiskar, grodor eller insekter med sin långa vassa näbb. Ofta väntar den orörlig på sitt byte eller följer det långsamt. Den är ofta lätt att få syn på. 

### Häckning
Ägretthägern häckar i kolonier nära stora sjöar med vass eller andra vidsträckta våtmarker. Häckningsperioden börjar med att hanarna bygger små plattformsliknande ställningar varifrån de visar upp sig för honorna. Under uppvisningen reser hanen sina fjäderplymer, sträcker upp halsen, klapprar med näbben och slår med vingarna. När uppvaktningen inleds putsar paret varandra och omslingrar varandra med sin långa halsar. Det stadiga plattformsliknande boet byggs av honan och konstrueras främst av kvistar. Det placeras tre till tretton meter upp i buskar eller träd i närheten av, eller till och med hängande över, vattnet. En kull på vanligtvis tre till fem ägg läggs varje häckningssäsong. Paret ruvar äggen tillsammans i cirka 25 dygn. Föräldrarna tar sedan hand om kycklingarna tillsammans under 40–50 dygn tills de är flygdugliga.

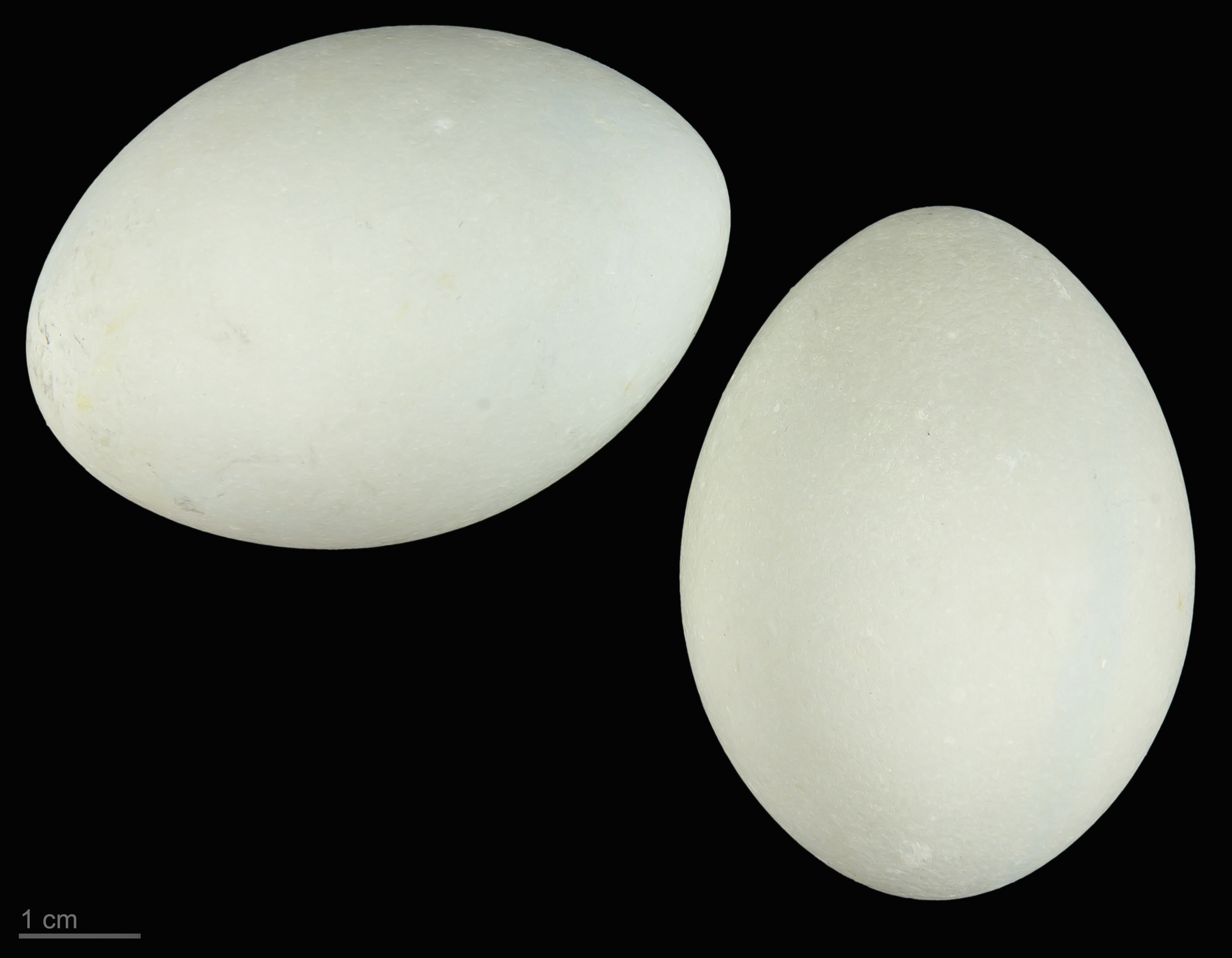
Ardea alba melanorhynchos

## Status och hot

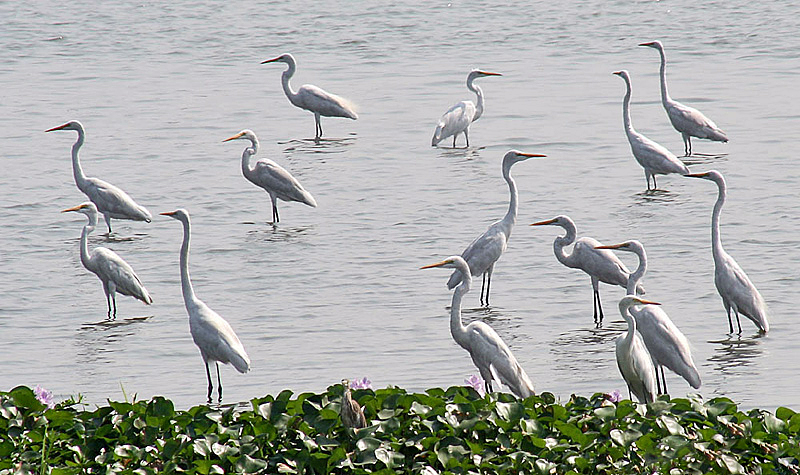
En flock med ägretthägrar där vissa är i häckningsdräkt. Foto från Kolkata i Västbengalen, Indien.

Generellt är den en framgångsrik art med ett stort och expanderande utbredningsområde. Särskilt i Europa pågår en kraftig expansion. På vissa platser minskar den istället, exempelvis i södra USA på grund av biotopförstöring.
Under en period kring 1800-talet blev dess fjäderplymer mycket populära som hattdekoration (ägrett) och stora mängder fåglar dödades runt om i världen. Under ett år hanterade ett Londonbaserat företag fjäderplymer från 190 000 ägretthägrar vilka köpts av jägare från stora delar av världen. Runt om i världen slaktades miljontals vita hägrar vilket blev startskottet för fågelskyddsorganisationer som brittiska Royal Society for the Protection of Birds (1898) och nordamerikanska National Audubon Society (1905) vilka grundades för att förhindra att fåglarna dödades för sina fjädrar. Den intensiva handeln med fjädrarna upphörde i början av 1900-talet.
I Australien är ägretthägern skyddad sedan 1974 genom National Parks and Wildlife Act. Den finns även med bland Avtalet om bevarande av flyttande sjöfåglar i Afrika och Eurasien-arterna, en överenskommelse mellan fjorton stater för skyddandet av våtmarksberoende fåglar, samordnat av FN:s miljöprogram.